# Прогресивна супрануклеарна парализа
Прогресивна супрануклеарна парализа (ПСП) је дегенеративна болест која укључује постепено пропадање и смрт одређених запремина мозга. Стање доводи до губитка равнотеже, успоравања покрета, потешкоћа у померању очију и когнитивног оштећења. ПСП се може заменити са другим неуродегенеративним болестима као што су Паркинсонова, фронтотемпорална деменција и Алцхајмерова болест. Узрок стања је неизвестан, али укључује акумулацију тау протеина у мозгу. Лекови као што су леводопа и амантадин могу бити корисни у неким случајевима.
Прогресивна супрануклеарна парализа се временом погоршава и може довести до компликација опасних по живот, као што су упала плућа и проблеми са гутањем. Не постоји лек за прогресивну супрануклеарну парализу, тако да се лечење фокусира на управљање знацима и симптомима.
ПСП погађа око шест људи на 100.000. Први симптоми се обично јављају у доби од 60-70 година. Мушкарци су нешто чешће погођени него жене. Није пронађена никаква повезаност између ПСП-а и било које одређене расе, локације или занимања.

## Историја
Године 1877, Чаркот је описао 40-годишњу жену која је имала ригидни акинетички паркинсонизам, вратну дистонију, дизартрију и проблеме са покретима очију. Чавани и други су пријавили клиничке и патолошке карактеристике 50-годишњег мушкарца са ригидним и акинетичким обликом паркинсонизма са постуралном нестабилношћу, вратном дистонијом и дизартријом 1951. Прогресивна супрануклеарна парализа је први пут описана као посебан поремећај од стране неуролога Џона Стилија, Џона Ричардсона и Џерзи Олсзевског 1963. године. Препознали су исти клинички синдром код осам пацијената и описали обдукционе налазе код њих шест 1963. године. 
Прогресивна супрануклеарна парализа није била „нова“ болест 1963. године, пошто су 22 добро документована извештаја о случајевима идентификована у неуролошкој литератури између 1877. и 1963. године. Јединствене когнитивне промене фронталног режња прогресивне супрануклеарне парализе (апатија, губитак спонтаности, успоравање мисаоних процеса и губитак извршних функција) први су описали Алберт и његове колеге 1974. године.

## Узрок
Узрок ПСП-а је непознат. Мање од 1% оних са ПСП има члана породице са истим поремећајем. Варијанта гена за тау протеин под називом H1 хаплотип, која се налази на хромозому 17, повезана је са ПСП. Поред тога, хаплотип H2, у комбинацији са васкуларном дисфункцијом, изгледа да је фактор васкуларне прогресивне супрануклеарне парализе.
Поред тауопатије, чини се да је митохондријски дисфункцијски фактор укључен у ПСП. Посебно, инхибитори митохондријалног комплекса I (као што су ацетогенини и кинолини) су умешани у повреде мозга налик ПСП.

## Симптоми
Почетни симптоми у две трећине случајева су губитак равнотеже, брзо ходање, ударање у предмете или људе и падови. Симптоми деменције се такође иницијално примећују у отприлике једном од пет случајева фронтотемпоралне деменције.
Други уобичајени рани симптоми су промене личности, опште успоравање покрета и визуелни симптоми. Најчешћи симптоми понашања код пацијената са ПСП укључују апатију, дезинхибицију, анксиозност и дисфорију.
Каснији симптоми и знаци могу укључивати, али не и нужно, деменцију (обично укључујући губитак инхибиције и способности организовања информација), нејасан говор, отежано гутање и потешкоће у померању очију, посебно у вертикалном правцу. Ово последње објашњава неке од падова које доживљавају ови пацијенти, јер им је тешко да гледају горе или доле.
Визуелни симптоми су од посебног значаја у дијагнози овог поремећаја. Пацијенти се обично жале на потешкоће у читању због немогућности доброг гледања. Офталмопареза коју доживљавају ови пацијенти углавном се тиче вољних покрета очију и немогућности прављења вертикалних сакада, што је често горе код сакада надоле. Пацијенти имају тенденцију да имају потешкоћа са гледањем надоле, праћеном додатком парализе погледа према горе. Ова вертикална пареза погледа ће се исправити када испитивач пасивно окреће главу пацијента горе-доле као део теста за окулоцефални рефлекс. Нехотично кретање очију, као што је изазвано Беловим феноменом, на пример, може бити ближе нормалном. При пажљивој инспекцији, покрети очију који се називају „квадратни трзаји“ могу бити видљиви када се пацијент фиксира на даљину. То су фини покрети, који се могу заменити нистагмусом, осим што су сакадичне природе, без глатке фазе. Иако здрави појединци такође праве трзајне покрете у облику квадрата, пацијенти са ПСП-ом праве спорије трзајне покрете правоугаоног таласа, са мањим вертикалним компонентама.
Процена ових правокутних трзаја и смањених вертикалних сакада је посебно корисна за дијагностиковање прогресивне супрануклеарне парализе, јер ови покрети издвајају пацијенте са ПСП од других пацијената са Паркинсоновом болести. Типичне су потешкоће са конвергенцијом (конвергенцијска инсуфицијенција), где се очи приближавају док се фокусирају на нешто близу, попут страница књиге. Пошто се очи тешко спајају да би се фокусирале на малим удаљеностима, пацијент се може жалити на диплопију (двоструки вид) приликом читања.

## Патофизиологија
Погађене мождане ћелије су и неурони и глијалне ћелије. Неурони приказују неурофибриларне заплете (НФТ), које су накупине тау протеина, нормалног дела унутрашњег структурног скелета мождане ћелије. Ове замршености се често разликују од оних које се виде код Алцхајмерове болести, али могу бити структурно сличне када се јаве у можданој кори. Међутим, њихов хемијски састав је обично другачији и сличан је оном код заплета који се виде код кортикобазалне дегенерације.
Праменови тау протеина у астроцитима, или чупавим астроцитима, такође се сматрају дијагностичким. За разлику од лоптастих НФТ-ова, они могу бити распрострањенији у кортексу. Левијева тела се виде у неким случајевима, али није јасно да ли је ово варијанта или независан коегзистирајући процес, а у неким случајевима ПСП може коегзистирати са кортикобазном дегенерацијом, Паркинсоновом и/или Алцхајмеровом болешћу, посебно код старијих пацијената.
Неки сматрају да су ПСП, кортикобазална дегенерација и фронтотемпорална деменција варијације исте болести. Други их сматрају засебним болестима. Повремено се показало да ПСП коегзистира са Пиковом болешћу.

## Дијагноза
Магнетна резонанца се често користи за дијагнозу ПСП. Може показати атрофију у средњем мозгу са очувањем понса дајући изглед знака „колибрића“ и знака Микија Мауса.

## Третман
Није познат лек за ПСП. Случајеви ПСП се често деле у две подгрупе, ПСП-Ричардсон, класични тип, и ПСП-паркинсонизам, где се може добити краткорочни одговор на леводопу. Дискинезија је повремена, али ретка компликација лечења. Амантадин је такође понекад од помоћи. Остале варијанте су описане. Ботокс се може користити за лечење вратне дистоније и блефароспазма, али то може погоршати дисфагију.
Две студије сугеришу да ривастигмин може помоћи у когнитивним аспектима, али аутори обе студије су предложили да треба да се користи већи узорак. Постоје неки докази да хипнотички золпидем може побољшати моторичку функцију и покрете очију, али само из студија мањег обима.

### Рехабилитација
Пацијенти са ПСП обично траже или се упућују на радну терапију, говорно-језичку патологију због моторичких промена говора, типично спастично-атаксичну дизартрију, и физикалну терапију за проблеме са равнотежом и ходањем са извештајима о честим падовима.
Извештаји о случајевима рехабилитационих програма за пацијенте са ПСП генерално укључују активности координације удова, балансирање нагиба даске, тренинг хода, тренинг снаге са прогресивним вежбама отпора, и изокинетичке вежбе и истезање мишића врата. Док неки извештаји о случајевима сугеришу да физиотерапија може да понуди побољшање равнотеже и хода пацијената са ПСП, резултати се не могу генерализовати на све пацијенте са ПСП, пошто је сваки извештај о случају пратио само једног или два пацијента. Запажања из ових студија случаја могу бити корисна, међутим, да помогну у усмеравању будућих истраживања у вези са ефективношћу програма обуке за равнотежу и ход у управљању ПСП-ом.
Појединци са ПСП се често упућују радним терапеутима да им помогну у управљању њиховим стањем и да помогну у побољшању њихове независности. Ово може укључивати и учење да користите помагала за кретање. Због њихове склоности да падају уназад, преко штапа се препоручује коришћење ходалице, посебно оне која може да се оптерети напред. Употреба одговарајућег помагала за покретљивост помаже да се смањи ризик појединца од пада и чини га сигурнијим за самостално кретање у заједници. Због проблема са равнотежом и неправилних кретања, појединци морају да проводе време учећи како да се безбедно премештају у својим домовима и заједници. Ово може укључивати безбедно устајање и седење у столицама.
Због прогресивне природе ове болести, сви појединци на крају изгубе способност ходања и мораће да пређу на коришћење инвалидских колица. Често следи тешка дисфагија, и у овом тренутку смрт је често питање месеци.

## Прогноза
Није пронађен ефикасан третман или лек за ПСП, иако неки од симптома могу реаговати на неспецифичне мере. Лоша прогноза се углавном приписује озбиљном утицају овог стања на квалитет живота. Просечна старост на почетку симптома је 63 године, а преживљавање од почетка болести је у просеку седам година са великом варијацијом. Пнеумонија је чест узрок смрти.

## У популарној култури
У америчкој музичкој комедији-драмској телевизијској серији из 2020. Zoey's Extraordinary Playlist, отац насловног лика (Мич Кларк, ког игра Питер Галагер) болује од ПСП-а и умире у последњој епизоди прве сезоне.
Америчкој певачици Линди Ронштат дијагностикован је ПСП 2019. године, након почетне дијагнозе Паркинсонове болести 2014. године.